# Расадник (хортикултурни)
Расадници су посебно уређене површине земљишта на којима се кроз систем агротехничких мера и путем специјалне технике гајења производе саднице за одговарајућу привредну грану (пољопривреду, шумарство, хортикултуру, пејзажну архитектуру...). Основни задатак расадника украсног дрвећа и жбуња (хортикултурних расадника) је производња здравих и виталних садница са правилно оформљеном круном, стабалцем и кореном за потребе пејзажне архитектуре и хортикултуре.
Начин производње садница украсног дрвећа и жбуња је много сложенији у односу на производњу у шумским расадницима иако се понекад ради чак и о истим биљним врстама. Основни одељци у шумском расаднику су сејалиште и понекад пикириште, што значи да се саднице размножавају генеративно (у сејалишту) и на терен се пласирају без или са једним пресађивањем (у пикириште). Вегетативне методе размножавања у шумским расадницима се не користе са изузетком зрелих резница клонова топола које се испоручују из ожилишта. Асортиман је ограничен на неколико врста, па и на једну, али је број произведених садница велики. Уређење је једноставно без објеката за контролу спољашњих фактора.
Процес производње садница украсних таксона обухвата два сегмента: размножавање и формирање. Генеративно размножавање примењује се за ниво врсте - када је важно обезбедити генетску варијабилност (за ренатурализацију предела, на пример)), а вегетативно за културне форме код којих је потребно да се обезбеди униформност произведених садница (репрезентативни објекти, на пример). Велики је број метода вегетативног размножавања (различити типови резница стабла и корена, полегање, загртање, дељење, многобројне методе калемљења, микропропагација...) од којих већина има мању или већу примену у расадницима за производњу украсних дрвенастих биљака. Формирање садница обавља се у одељцима за формирање (школама) где се током 2-3, или више, пресађивања орезује корен негује стабалце пинсирањем а круна орезивањем. Асортиман је разноврстан а таксони су у мањим серијама. Просторно доминирају одељци за формирање (школе) са мрежом путева и стаза; у одељку за размножавање постоје објекти са вештачким условима (пластеници, стакленици, ограђене леје).

## Класификација расадника
Постоји велики број класификација у зависности од критеријума. Ако је критеријум ширина асортимана расадници се деле на специјализоване и мешовите, ако је критеријум уложени капитал расадници су државни или приватни итд. Класификација може да обухвати више критеријума, па један расадник може истовремено да буде специјализовани (производи само четинаре), локални (робу пласира само у околини), производни, приватни... За пејзажну архитектуру користе се саднице из расадника украсног дрвећа и жбуња (хортикултурних расадника), у мањем обиму из шумских и понекад пољопривредних (најчешће воћних). Производња може да буде класична када се саднице размножавају и формирају у земљишту расадника, или у посудама (контејнеризована) када се саднице производе у посудама од тврде пластике, пластичним кесама, тресетним саксијама...
Величина расадника у највећој мери зависи од технике и технологије производње, па је веома тешко, поредећи различите технике и технологије, успоставити критеријуме за поделу расадника према величини. Тако Алексеевский малим назива хортикултурне расаднике чија је величина испод 25 ha, средњи су од 25 до 100 ha, а велики преко 100 ha Величина просечног расадника у САД је 3.24 ha. На основу анализе 24 расадника, случајним узорком, величина просечног расадника у Србији је 12.5 ha (од 3 до 36 ha). Величина просечног европског расадника (19 земаља) је 6.57 ha, а просечног руског 82 ha. Производња у руским расадницима се заснива на традиционалној техници са плодоредом и угарима, док се идући ка западу учешће производње у посудама (као економичније) повећава, а тиме се површина смањује. Расадници специјализовани за дрворедне саднице, које су великих димензија, могу да имају и 500 до 1000 ha (Bruns, Lorenz von Ehren, Lappen, Ley (Немачка), Arbor (Белгија), Faro (Италија)...)
Број радника по јединици површине варира у зависности од карактера производње. Тако, према америчким изворима, један радник је довољан за 3 ha код класичне производње, док се код контејнерске производње мањих садница рационалним сматра један радник на 0.4 ha. У расадницима који се баве само формирањем великих (дрворедних) садница које су пресађиване и до 10 пута, уз оптималну употребу механизације један радник је довољан за 3.5-7 ha.

## Почеци расадничке производње у Србији
Оснивање првог српског расадника везује се за име Атанасија Николића који је средином 1842. године, започео припреме за уређење Топчидера у излетничку парк шуму. Године 1846. на једном од празних ловних плацева, у близини Конака, оснива се расадник, а наредне године почиње производња воћних и шумских садница од локалног полазног материјала и „облагорођених“ садница из Граца. Поред осталих започета је и производња садница топола, јаблана и дуда. Године 1851. оснива се први Пољопривредни огледни завод, Топчидерска економија, а две године касније и прва Земљоделска (пољопривредна нижа) школа за сеоску омладину, прва ове врсте на Балкану.
Од 1851. за радове у расаднику, стакленику и на украшавању Топчидера примани су по конкурсу баштовани, најчешће Чеси. Прве поуздане трагове професионалне приватне производње налазимо 1854. године. Тада у Београд долази Владислав Деловић, краситељ паркова и баштован са највишим дипломама. На закупљеној парцели у Абаџијској чаршији (Зелени Венац) почиње са производњом свих врста садног материјала. Приватни рад напушта када већи део његове парцеле Министарство одузима због градње чесме, а он 1865. постаје помоћни баштован у Финансијском парку и стакленику у Београду.
Лист за науку и забаву "Седмица“. у броју 36 од 9. октобра 1855. објављује „списак воћака и други растиња која се из разсадне баште заведенија економическо-топчидерског 1855/56 године издати могу“, у ствари каталог јер уредништво сматра да ће се „наћи доиста и такови читатели, кои ће се радо с тим списком ползовати и воћке какве отуда набавити желити. За то смо сав списак овде са ценом заедно дали печатати“. Разумљиво је да гро списка одлази на утилитарне врсте, односно воћке. У списку посебан поднаслов имају кестени где се поред „талијанске“ сорте питомог кестена налазе и саднице дивљег кестена старе 7 година.
Око 1870. године се изједначила производња воћних и украсних садница у расаднику у Топчидеру. Министарство финансија 1870/71. обавештава Државни савет да је „Топчидерски економни завод изгубио основни значај и смернице, јер се много више занима полепшавањем Топчидера и других паркова, него пољском привредом“.
У свом Извештају за 1886. годину, председник општинског одбора каже: 
| „ | Ја сам био слободан да замолим г. Министра народне привреде да нам даде дозволу да из опште народне шуме можемо за општинску потребу извадити 5000 комада младица и исећи 800 великих дрвета за сплавове на којима би младице превукли....Тако смо били у стању наредити да се нарочито лице на пут крене, младице повади, сплав сагради и спусти до нашег пристаништа. То је учињено и у масецу Новембру веч је прва партија приспела амо. Једновремено са изашиљањем кметовског помоћника Х. Живковића по овај посао, молили смо г. Министра војног па се и он одазвао општини допуштањем да између 'зиндан' и 'видин' капије може подићи расадник. Овоме кораку био сам руковођен тиме, што нам је доиста потребно да у близини вароши и у свако доба имамо дрвећа, које би могли пресађивати у паркове и улице, нарочито на место оних која се не приме. На простору расадника, усадили смо онај број младица што нам је претекао од горе поменуте партије, коју смо засадили у нови, великопијачни и савску алеју калимегданског парка. Кад поменем још да смо поред расадника саградили на истом месту потребну грађевину за башту – стаклару, да би могли неговати цвеће за ново гробље и паркове, и неодомаћена дрва из семена подизати, као и једну кућицу за стан чувара; а више од овога још, да цео тај посао неће пасти на терет нашег буџета (продаја греда од сплавова у колико их не употребимо за кров општинске куће покриће трошак потпунце) – мислим да ће те се придружити самном у благодарности г.г. министрима који су потпомогли престоницу да изврши ове послове на лак начин и без жртава из редовних прихода. | ” |

Године 1887. из "Ценовника воћака и другог биља при управи топчидерске економије“ уочава се завидни асортиман врста и сорти разних категорија биљака. Тако се поред 16 врста воћака (од којих су неке заступљене и са више стотина сорти, на пример јабуке 252 сорте, крушке 181 сорта...) среће и богат асортиман цветних врста. Оне су подељене у 4 групе: "цвеће у лонцима“ (са 162 таксона); "семе од цвећа“ (са 64 врсте); „цвеће са ченима и кртолама“ (са 10 врста) и "цвеће које преко зиме на пољу остаје и с јесени се сади“ (са 19 врста).
Што се тиче садница декоративног дрвећа и жбуња заступљено је 53 таксона у старости од 1 до 10 година, по цени од 20 пара до 3 динара. У асортиману преовлађују лишћарске саднице дрвећа (33 таксона) и саднице жбуња, заступљене са 17 представника. Од четинара производи се само "туја зими зелена“, а од пузавица „дивља лоза петолисна за ладик“.
Топчидерски расадник, одн. Расадник среза врачарског, нудио је "одличне воћне саднице" и крајем 1930-тих.